# Gran Premio Città di Modena
Der Gran Premio Città di Modena ist ein italienisches Straßenradrennen.
Das Rennen wurde erstmals 2004 als Giro Colline del Chianti ausgetragen. Erster Sieger war der Pole Krzysztof Szczawiński. Von 2005 an hieß das Rennen GP Città di Misano - Adriatico, bevor es 2007 den Namen Memorial Viviana Manservisi erhielt. Es zählte zur UCI Europe Tour und ist in die Kategorie 1.1 eingestuft. 2010 wurde das Rennen unter dem Namen Gran Premio Città di Modena ausgetragen.

## Sieger
- 2011 nicht ausgetragen
- 2010  Francesco Chicchi
- 2009 nicht ausgetragen
- 2008  Alessandro Petacchi
- 2007  Danilo Napolitano
- 2006  Daniele Bennati
- 2005  Guillermo Bongiorno
- 2004  Krzysztof Szczawiński